# Haliplus mucronatus
Espèce
Haliplus mucronatus est une espèce de petits insectes coléoptères aquatiques de la famille des Haliplidae.

## Description
Corps très convexe, long d'environ 4 mm, d'un brun-rouge assez uniforme.

## Écologie
En France, il est visible de mars à novembre. Comme d'autres espèces de son genre, il nage avec difficulté (ses tarses postérieurs ne sont pas élargis en rames) pour gagner les plantes aquatiques dans lesquelles il peut se dissimuler. Comme sa larve, il se nourrit d'algues.

## Espèce proche
- Haliplus fulvus (Fabricius, 1801). Ses élytres sont aussi ornés de rangées de points[1].